# Chennegy
 Chennegy  là một xã ở tỉnh Aube, thuộc vùng Grand Est ở phía bắc miền trung nước Pháp.

## Xem thêm

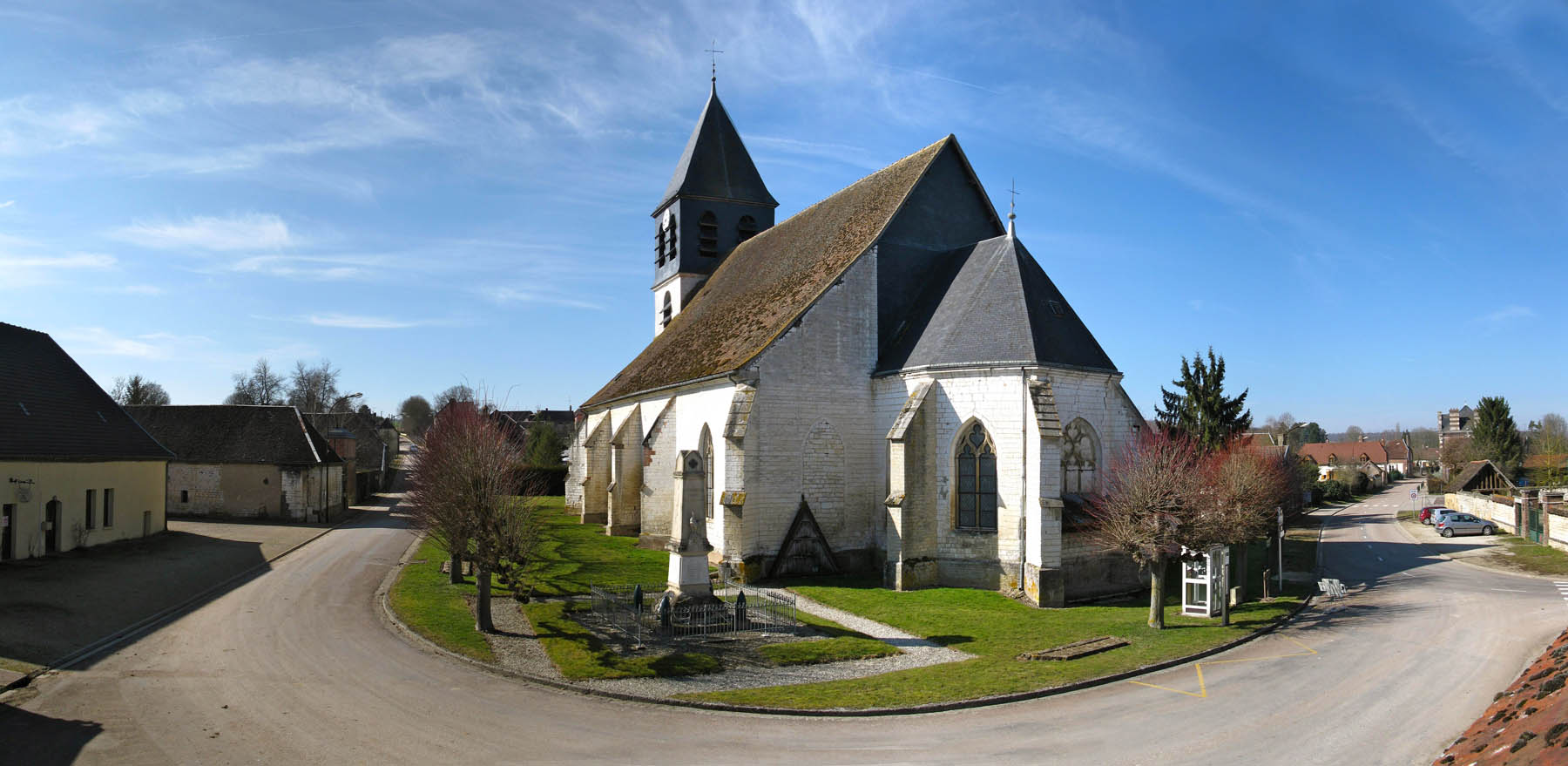
Toàn cảnh Chennegy